# Four Portages 157C
Four Portages 157C är ett reservat i Kanada.   Det ligger i provinsen Saskatchewan, i den centrala delen av landet, 2 300 km väster om huvudstaden Ottawa.
Trakten runt Four Portages 157C är nära nog obefolkad, med mindre än två invånare per kvadratkilometer.